# Kerivoula eriophora
Kerivoula eriophora là một loài động vật có vú trong họ Dơi muỗi, bộ Dơi. Loài này được Heuglin mô tả năm 1877.